# La Révolution surréaliste

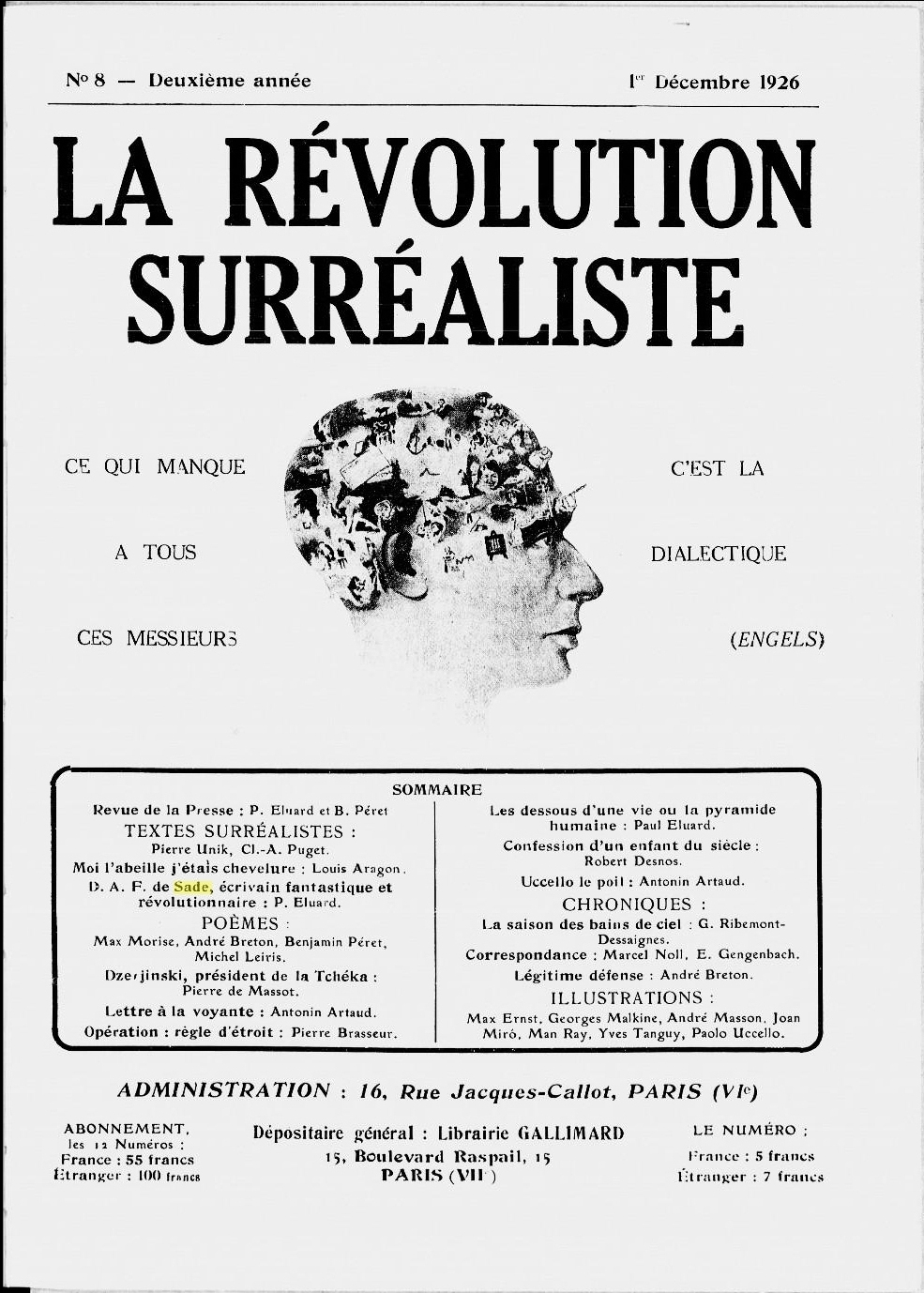
Omslaget till nr 8 av La Révolution surréaliste, december 1926.

La Révolution surréaliste (svenska: Den surrealistiska revolutionen) var en tidskrift utgiven av surrealisterna i Paris. Tolv nummer utgavs mellan 1924 och 1929. 
Kort efter publicerandet av det första surrealistiska manifestet utgav André Breton ett första nummer av La Révolution surréaliste den 1 december 1924.
Pierre Naville och Benjamin Péret var redaktörer från för de tre första numren, därefter Robert Desnos. Tidskriftens layout efterliknade en konservativ, vetenskaplig tidskrift kallad La Nature. Denna utformning var högst bedräglig och till surrealisternas förtjusning orsakade La Révolution surréaliste upprepade gånger skandal och var revolutionär. Tidskriften var inriktad på litteratur, och de flesta sidorna var tätt staplade med text, men innehöll även reproduktioner av konst, med verk av bland andra Giorgio de Chirico, Max Ernst, André Masson och Man Ray.
Tidskriften följdes av Le Surréalisme au service de la révolution (1930-1933) och Minotaure (1933-1939) som huvudsakliga språkrör för surrealistgruppen i Paris före andra världskriget.